# Nektarios Alexandrou
Nektarios Alexandrou (grec: Νεκτάριος Αλεξάνδρου)  (Nicòsia, 19 de desembre de 1983) és un exfutbolista xipriota de la dècada de 2010.
Fou internacional amb la selecció xipriota.
Pel que fa a clubs, fou jugador, entre d'altres, de APOEL i Larissa.